# Дешат
Дешат је планина на граници између Северне Македоније и Албаније. На планини се издвајају врхови Мали и Велики Крчин (2341 m) као и Веливар. Највиши врх планине је Веливар, и његова висина износи 2375 метара. Међу више врхове спадају и: Дели Сеница и Сува Бара. На планини се налази неколико мањих глацијалних језера. Дешат је прекривен шумама. Најближи град са македонске стране је Дебар. Источним подножјем, долином реке Радике, пролази пут Скопље-Дебар.